# بیگ بود ۷۴۷

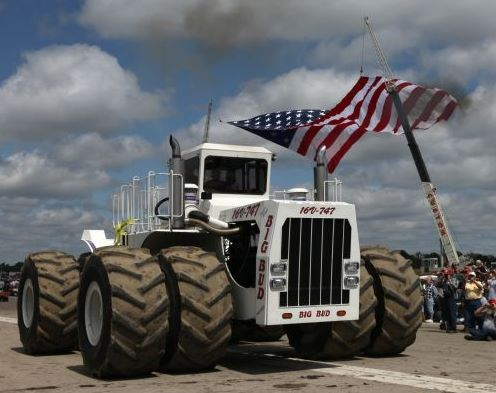
بیگ‌بود ۷۴۷

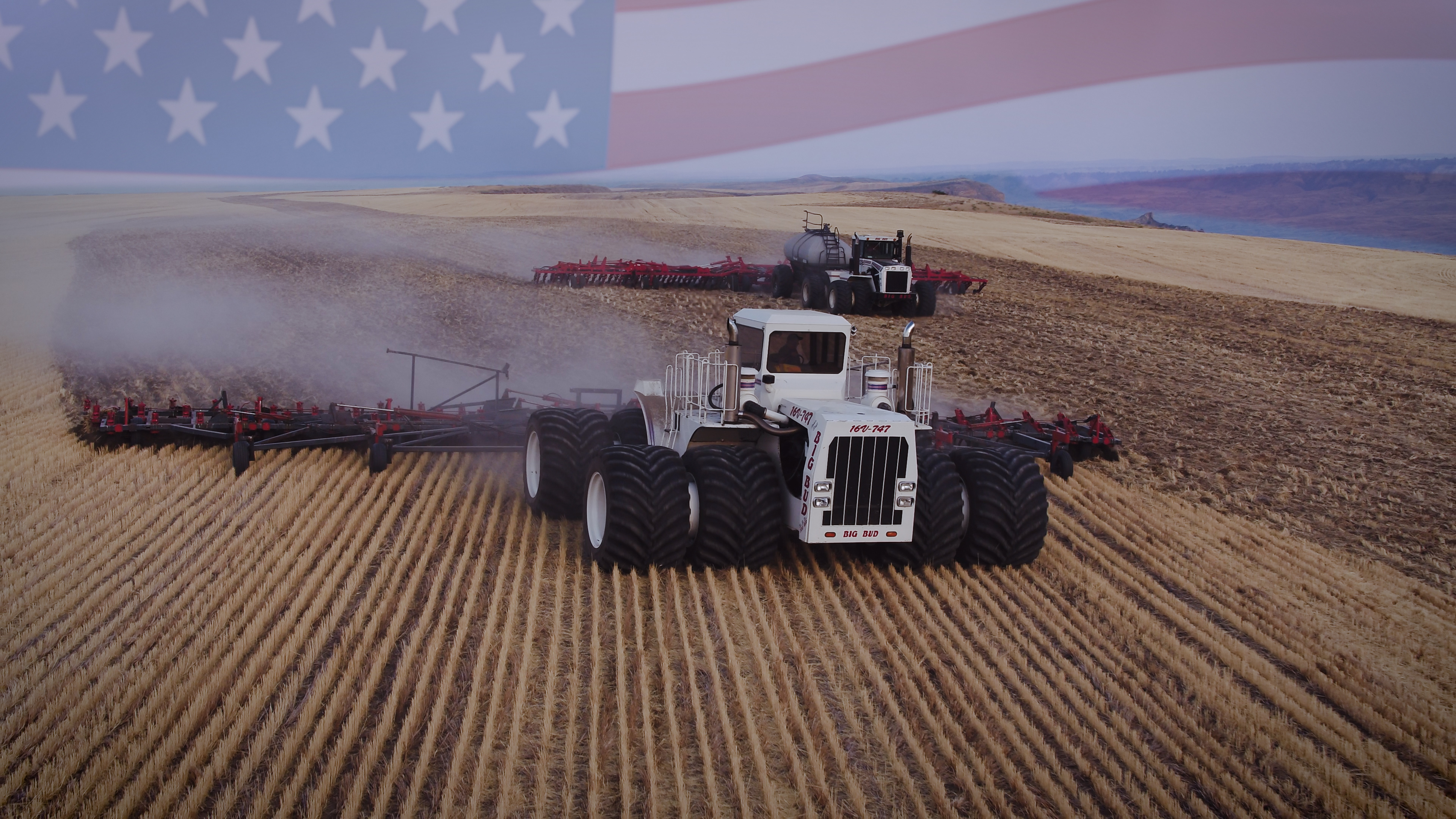
بیگ‌بود ۷۴۷ در مزرعه‌ای در مرکز مونتانا

بیگ‌بود ۷۴۷ (به انگلیسی: big bud) یک تراکتور مزرعه بزرگ و سفارشی است که در هور، مونتانا ایالات متحده، در سال ۱۹۷۷ ساخته شده‌است. موتور آن ۱۱۰۰ اسب بخار قدرت دارد. این تراکتور «بزرگترین تراکتور مزرعه جهان» معرفی شده‌است. بسته به پارامتر، این تراکتور تقریباً دو برابر اندازه بسیاری از بزرگترین تراکتورهای تولیدی در جهان است.

## مشخصات

### مشخصات عمومی
- قد: ۱۴ فوت (۴٫۳ متر) تا بالای کابین
- طول: ۲۷ فوت (۸٫۲ متر) قاب ۲۸ فوت ۶ اینچ (۸٫۶۹ متر) تا انتهای میلگرد
- عرض: ۱۳ فوت ۴ اینچ (۴٫۰۶ متر) بیش از گلگیرها؛ ۲۵ فوت ۶ اینچ (۷٫۷۷ متر) بیش از دو نفره
- فاصله دو چرخ: ۱۶ فوت ۳ اینچ (۴٫۹۵ متر)
- لاستیک: ۸ فوت (۲٫۴ متر) در قطر ۳۹٫۶ اینچ (۱٬۰۱۰ میلیمتر) عرض
- وزن: ۹۵٬۰۰۰ پوند (۴۸ تن کوچک؛ ۹۵٬۰۰۰ پوند)

### ظرفیت مخزن
- ظرفیت سوخت: ۱۰۰۰ گالن (سوخت دیزل)
- مخزن هیدرولیک ۱۵۰ گالون آمریکایی (۵۷۰ لیتر؛ ۱۲۰ گالون بریتانیایی)

### موتور
- موتور ۱۶ سیلندر
- قدرت: ۷۶۰ اسب بخار (۵۷۰ کیلووات)، اما بعداً به ۸۶۰ اسب بخار (۶۴۰ کیلووات) ارتقا یافت سپس به ۹۶۰ اسب بخار (۷۲۰ کیلووات) و اکنون در ۱۱۰۰ اسب بخار قدرت دارد.
- القایی: ۲ توربوشارژر، ۲ سوپرشارژر
- استارتر: ۲۴ ولت؛ تمام برق دیگر ۱۲ ولت است
- دینام: ۷۵ آمپر

### انتقال قدرت
- سرعت‌های جلو: ۶
- سرعت معکوس: ۱